# Фотодерматоскопия
Фотодерматоскопия — от др.-греч. φως / φοτος — свет, δέρμα — кожа и σκοπέω — смотрю — метод наблюдения за невусами и другими образованиями кожи путем выполнения фотоснимков через оптику дерматоскопа и сравнения с новыми фотографиями в будущем (через 3, 6 или 12 месяцев). Таким образом врачу удаётся достоверно и наглядно отследить патологические изменения, перерождение кожного образования, или констатировать его стабильность, нормальную эволюцию. К получаемым фотографиям могут быть применены методы программной компьютерной обработки, что в таком случае сливается с понятием цифровой дерматоскопии.
Метод обладает всеми преимуществами обыкновенной дерматоскопии и дополнительно выгодно отличается объективностью — в карте пациента сохраняется фотография, а не только словесное описание врача и возможностью достоверного наблюдения во времени, что значительно помогает решить сомнительные случаи, когда давность существования и динамика роста образований не известна.
Для проведения исследования используются дерматоскопы и специальные переходники к цифровым камерам или телефонам. Лучшие клинические результаты можно получить при использовании одного и того же дерматоскопа и камеры с идентичными настройками. При использовании телефона важно понимать, что приложение камеры может автоматически менять яркость, баланс цветов изображения в зависимости от поля фокусировки, версии приложения камеры, что может повлиять на возможность сравнения снимков, полученных в разное время.